# Reforma rolna
Reforma rolna – usankcjonowana prawnie zmiana stosunków własnościowych na wsi połączona ze zmianą struktury agrarnej przez komasację lub parcelację gruntów.
Reformą rolną jest zarówno prawne uregulowanie serwitutów lub zmiana prawa spadkowego, jak i uwłaszczenie włościan albo uspołecznienie (socjalizacja), względnie upaństwowienie ziemi.